# 商业时报
《商業時報》是新加坡報業控股媒體集團旗下的財經報紙。《商業時報》每週一至週六發行，其中週六版稱為《The Business Times Weekend》。其印刷與數位版的發行量為39,500份。

## 所屬機構
《商業時報》隸屬於新报业媒体，該集團同時發行《海峽時報》、《每日新聞》及《新報》等報刊。

## 歷史
《商業時報》為英文報紙，自1976年10月1日起正式出版。在此之前，它曾是《海峽時報》中的一個副刊。該報於1976年7月15日正式發布，當時特別發行的預覽號內容曾以喬治·馬格努斯（George Magnus）為封面人物。
報社的首任主編為 Tsai Tan，她也是新加坡首位擔任日報總編輯的女性。1989年，《商業時報》在紐約國際廣告節上榮獲「公益廣告媒體獎」（Media Philanthropic Appeals 類別）獎項。

## 社區計畫

### 《商業時報》新秀藝術家基金（The Business Times Budding Artists Fund）
該基金於2004年發起，並於2005年由《商業時報》正式接手主導，旨在為經濟弱勢背景的兒童與青少年（年齡介於6至19歲）提供公平的藝術發展機會。
基金提供參與藝術的機會與資源，幫助受益者發掘與培養潛能，讓他們在藝術中建立自信，強化面對逆境的韌性與勇氣。

### ChildAid 青少年慈善音樂會
《商業時報》與《海峽時報》共同主辦年度慈善音樂會 ChildAid，為有需要的兒童籌募資金。所募得的善款分別支持《海峽時報》「學生零用錢基金」（School Pocket Money Fund）以及《商業時報》新秀藝術家基金。

### 商業獎項
《商業時報》每年舉辦以下重要商業獎項活動，以表彰企業卓越成就與創新：
- 新加坡商業獎（Singapore Business Awards）[9]
- 新加坡企業卓越獎（Singapore Corporate Awards）[10]
- 企業50強獎（Enterprise 50 Awards, E50）[11]
- 新興企業獎（Emerging Enterprise Award）[12]